# Lewis Henry Morgan
Lewis Henry Morgan (21 de novembre del 1818 - 17 de desembre del 1881) va ser un antropòleg i etnòleg estatunidenc creador d'una gènesi de la civilització adoptada pel marxisme en temps de Karl Marx.
Nasqué a Aurora (Nova York); estudià a l'Acadèmia Cayuga i al College Union, on va conèixer l'indoamericà Ely Parker, que va provocar l'interès pels problemes de la població indígena nord-americana. Es va llicenciar com a advocat i va exercir com a tal, però la seva passió era l'antropologia, especialment la dedicada als indígenes americans, especialment a la tribu dels iroquesos.
Va ser elegit membre de l'"American Association for the Advancement of Science" i del "Smithsonian Institute".
Morgan opina que els gèrmens del govern han de cercar-se en l'organització de "gents" en l'estadi del salvatgisme fins que, progressivament, s'estableixi la societat política.
Sobre la propietat, pensa que va tenir una formació lenta i feble durant els llargs períodes de salvatgisme, però a poc a poc es va desenvolupar en el cervell humà de manera molt notable la passió per la propietat.
L'organització de la societat, segons Morgan, s'inicia sobre la base del sexe, després sobre el parentiu i, finalment, sobre la base del territori.
La família, la divideix en cinc tipus segons el parentiu: la consanguínia (incest), la punalúa (tipus hawaià o del rapte de les sabines), la sindiàsmica (unió d'un home i una dona sense cohabitació exclusiva), la patriarcal (un home amb diverses esposes que cohabiten) i la monògama.
Quant als períodes ètnics, considera que n'hi ha tres: el salvatgisme, la barbàrie i la civilització (els dos primers subdividits en estadis intermedis, i la civilització en antiga i moderna).
El marxisme va fer seves les teories de Morgan fins al punt que Engels va declarar que aquestes teories no podien ser discutides, ja que procedien directament del procés productiu.

## Obres
- The League of the Iriquois (1851).
- Systems of Consanguinity and Affinity of the Human Family (1864).
- Ancient Society of Research in the Lines of Human Progress from Savagery through Barbarium to Civilization (1881).